# Ecorregión marina islas Shetland del Sur
La ecorregión marina islas Shetland del Sur (en  inglés South Shetland Islands) (222) es una georregión ecológica situada en aguas marinas próximas a la Antártida. Se la incluye en la provincia marina mar de Scotia de la ecozona oceánica océano Austral (en inglés Southern Ocean).
Esta ecorregión se distribuye en las aguas y costas que rodean a las subantárticas islas Shetland del Sur, en el océano Antártico.